# Antoine Blanc Gingras
Pour les articles homonymes, voir Gingras.
Antoine Blanc Gingras (1821-1877), représentant de la Nation métisse, lors de la législature de 1852-1853 de la Maison des Représentants de l'ancien territoire du Minnesota, négociant et fondateur de la ville de Saint-Joseph devenu Walhalla dans l'État du Dakota du Nord aux États-Unis.
En 1840, le Métis Antoine Blanc Gingras édifia un poste de traite dénommé "Poste de Gingras" qui fut le premier comptoir de fourrure du territoire du Dakota. Le poste de développa avec le temps et prit le nom de Saint-Joseph. Le peuplement se déplaça à un peu plus d'un kilomètre à l'Est du poste original de Gingras. Une trentaine d'années plus tard, la ville de Walhalla fut officiellement créée en 1871.
Antoine Blanc Gingras fut un compagnon de combat du Métis Louis Riel lors des luttes pour la création du Manitoba.
Le poste de traite de Gingras et devenu aujourd'hui un site historique de l'État du Dakota du Nord.
Antoine Gingras est décédé le 25 septembre 1877.